# Hospital Groote Schuur
El hospital Groote Schuur (también conocido por sus siglas en inglés como "GSH" o, coloquialmente como "Grotties") es un hospital público universitario que se encuentra en la ladera del Devil's Peak en Ciudad del Cabo (Sudáfrica). Fue fundado en 1938 y es famoso por ser el lugar donde se realizó el primer trasplante de corazón, llevado a cabo por el cirujano de la Universidad de Ciudad del Cabo Christiaan Barnard sobre el paciente Louis Washkansky.
El Groote Schuur es el principal hospital académico adscrito a la Escuela de Medicina de la Universidad de Ciudad del Cabo, el cual provee atención especializada así como instruye a los alumnos de la Universidad. El hospital sufrió una extensa ampliación en 1984 añadiéndosele dos nuevas alas; el antiguo edificio principal se reconvirtió en sede de los distintos departamentos médicos así como hogar de un nuevo museo sobre el primer trasplante de corazón.
El hospital es una institución de investigación de fama internacional y además posee renombre mundial gracias a sus áreas de trauma, anestesiología y medicina interna. Cada año el centro recibe la visita de muchos estudiantes de medicina, residentes y especialistas los cuales ganan experiencia en diferentes campos. 
A fecha de enero de 2009 el hospital se componía de 3 570 profesionales de los cuales:
- 525 médicos
- 1412 enfermeros
- 268 personal sanitario asociado
- 492 administración
- 799 otro personal

Groote Schuur significa en holandés 'Gran Granero' y recibe el nombre del original Groote Schuur establecido por colonos holandeses durante la fundación de Ciudad del Cabo en el siglo XVII.